# Flen Världsorkester
Flen Världsorkester är en världsmusikinriktad orkester i Flen, grundad år 2015.
I anslutning till den stora europeiska flyktingkrisen 2015 tog musikern och orkesterledaren Lutte Berg initiativet till att samla musiker av alla sorter, musikstil och bakgrund till en gemensam, annorlunda orkester i Flen. Med stöd från bland andra Flens kommun och Operainitiativet samlades i oktober 2015 initialt ett tiotal musiker för orkesterns bildande i form av en förening. Antalet musiker har sedan vuxit till ett drygt trettiotal från olika världsdelar och musikstilar. Orkestern har väckt vidsträckt uppmärksamhet och ger årligen ett stort antal konserter på olika orter.
Hösten 2016 bildades i samverkan med kulturskolan i Flen även Flen UngaVärldsorkester och Världsbästa kören med musikelever. Med stöd av Statens kulturråd har man 2017 även skapat The Culture House i Folkets hus Amazon i Flen, som ett kulturhus med aktiviteter och kurser inom många olika kulturområden, då orkesterns verksamhet också fungerar som integrationsprojekt och mötesplats.
I september 2017 utnämndes orkestern till utmärkelsen Årets sörmlänning och i oktober samma år utkom deras första album, Mosaik.

## Diskografi
- 2017 – Mosaik